# Herb Nałęczowa
Herb Nałęczowa – jeden z symboli miasta Nałęczów i gminy Nałęczów w postaci herbu.

## Wygląd i symbolika
Herbem gminy jest tarcza podzielona linią pionową na dwa symetryczne pola. Pole po lewej stronie ma kolor niebieski i jest na nim umieszczony srebrny półtrzeciakrzyż. Pole po prawej stronie ma kolor czerwony i jest na nim umieszczona srebrna ilustracja chusty związanej w kształcie koła, której końce zwrócone są ku dołowi pola.

## Historia
Herb powstał z połączenia dwóch herbów szlacheckich: Pilawa po lewej stronie na niebieskim tle oraz Nałęcz po prawej stronie na czerwonym tle. Herbem Nałęcz tytułował się Stanisław Małachowski, starosta wąwolnicki, jeden z właścicieli Nałęczowa, zaś drugim jego małżonka, Marianna z Potockich.